# Shahab-2
El Shahab-2 (persa: شهاب ۲, romanizado: Ŝahāb 2, que significa "Meteorito-2") es un misil balístico táctico iraní sucesor del misil Shahab-1. Está basado en el Hwasong-6 norcoreano (versión modificada del Hwasong-5, a su vez una modificación del R-17 Elbrus).
El 2 de noviembre de 2006, Irán disparó misiles desarmados para comenzar 10 días de simulaciones militares. La televisión estatal iraní informó que "se dispararon docenas de misiles, incluidos misiles Shahab-2 y Shahab-3. Los misiles tenían un alcance desde 300 km hasta 2.000 km... Los expertos iraníes han realizado algunos cambios en los misiles Shahab-3 instalando ojivas de racimo en ellos con capacidad para transportar 1.400 bombas." Estos lanzamientos se producen después de algunos ejercicios militares liderados por Estados Unidos en el Golfo Pérsico el 30 de octubre de 2006, destinados a entrenar para bloquear el transporte de armas de destrucción masiva.

## Variantes
Shahab es el nombre de una clase de misiles iraníes, tiempo de servicio desde 1988 hasta el presente, que viene en seis variantes: Shahab-1, Shahab-2, Shahab-3, Shahab-4, Shahab-5, Shahab-6.